# Riemanns zetafunktion

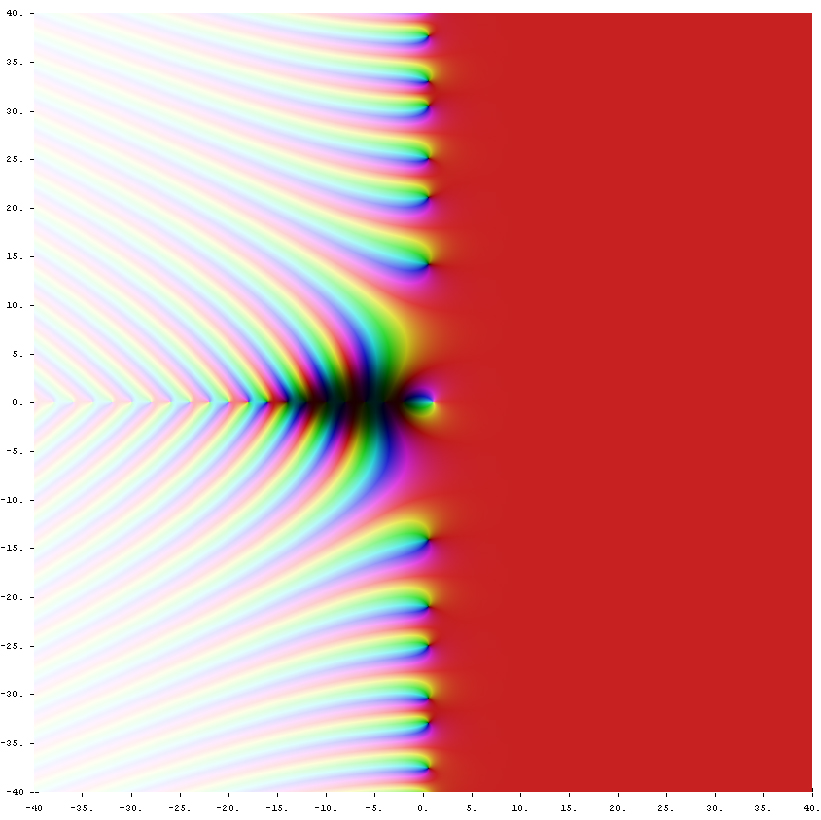
Riemanns zeta-funktion ζ(s) i det komplexa planet. Färgen på en punkt s visar värdet av ζ (s): starka färger är för värden nära noll och nyansen visar värdet på argumentet. Den vita fläcken vid s = 1 är en pol, de svarta prickarna på den negativa reella axeln och på den kritiska linjen Re (er) = 1/2 är nollställen.

Riemanns zetafunktion eller Euler–Riemanns zetafunktion är en av de viktigaste funktionerna inom den komplexa analysen. Den används bland annat inom fysik, sannolikhetsteori och statistik. Det finns även en koppling mellan funktionen och primtalen, se Riemannhypotesen. Hypotesen är ett av såväl Hilbertproblemen som Millennieproblemen och är fortfarande obevisad.
Funktionen är den analytiska fortsättningen av serien
{\displaystyle \zeta (s)=\sum _{n=1}^{\infty }n^{-s}.}

## Historia
Under 1700-talet undersökte Euler serien med reella värden på s:
{\displaystyle \sum _{n=1}^{\infty }n^{-s}={\frac {1}{1^{s}}}+{\frac {1}{2^{s}}}+{\frac {1}{3^{s}}}+...\!}
Serien konvergerar när s > 1.
Han upptäckte att serien ovan även kan uttryckas som en oändlig produkt över alla primtal.
Bernhard Riemann undersökte den i det komplexa talplanet och bevisade att funktionen konvergerar för hela komplexa talplanet då Re(s) > 1. Sedan dess används beteckningen ζ(s) för Riemanns zetafunktion.

## Definition
Man kan definiera Riemanns zeta-funktion ζ(s) på två sätt, med hjälp av en Dirichletserie samt som en Eulerprodukt. 

### Dirichletserie
Riemanns zeta-funktion definieras för {s ∈ C: Re(s)>1}, d.v.s. s= σ + it, σ>1, enligt:
{\displaystyle \zeta (s)=\sum _{n=1}^{\infty }n^{-s}}
Enligt Cauchys intergraltest är denna serie konvergent inom det intervallet. Enligt Weierstrass kriterium är funktionen ζ(s) holomorfisk för Re(s)= σ >1 och därmed absolutkonvergent.

### Eulerprodukt
Euler visade år 1737 att serien 
{\displaystyle \sum _{n=1}^{\infty }{\frac {1}{n^{s}}}}
kan skrivas om som en produkt över alla primtal:
{\displaystyle \prod _{p{\text{ primtal}}}{\frac {1}{1-p^{-s}}}}
Man kan börja skriva om högerledet som en geometrisk serie:
{\displaystyle \prod _{p{\text{ primtal}}}\left({1}-{\frac {1}{p^{s}}}\right)^{-1}=\prod _{p{\text{ primtal}}}\left(1+{\frac {1}{p^{s}}}+{\frac {1}{p^{2s}}}+\dots \right)=\prod _{i=1}\sum _{n_{i}=0}^{\infty }(p_{i}^{-s})^{n_{i}}}
där pi är det i:e primtalet.
I nästa steg utvecklar vi produkten av summan och vi får:
{\displaystyle \prod _{i=1}\sum _{n_{i}=0}^{\infty }(p_{i}^{-s})^{n_{i}}=\sum _{n_{1}=0}^{\infty }(p_{1}^{-s})^{n_{1}}.\sum _{n_{2}=0}^{\infty }(p_{2}^{-s})^{n_{2}}\dots =\sum _{n_{1}=0}^{\infty }\sum _{n_{2}=0}^{\infty }\dots \left(p_{1}^{n_{1}}p_{2}^{n_{2}}\dots \right)^{-s}}
Nu kan vi med hjälp av  aritmetikens fundamentalsats skriva om summorna: Eftersom varje primtalsuppdelning är unik, och alla tal kan skrivas som en produkt av primtal (och en oändlig mängd ettor), så kommer varje heltal att dyka upp en och endast en gång, och därmed kan vi skriva
{\displaystyle \sum _{n=1}^{\infty }{\frac {1}{n^{s}}}=\prod _{p{\text{ primtal}}}{\frac {1}{1-p^{-s}}}}

## Funktionalekvation
För alla {\displaystyle \mathbb {C} } gäller funktionalekvationen
{\displaystyle \zeta (1-s)={2 \over (2\pi )^{s}}\ \cos {\frac {\pi s}{2}}\ \Gamma (s)\ \zeta (s).}
Den kan skrivas i den symmetriska formen
{\displaystyle \Gamma \left({\frac {s}{2}}\right)\ \pi ^{-s/2}\ \zeta (s)=\Gamma \left({\frac {1-s}{2}}\right)\ \pi ^{(s-1)/2}\ \zeta (1-s).}
Riemann definierade en annan funktion, Riemanns xi-funktion, med hjälp av vilken funktionalekvationen kan skrivas ännu kortare. Dess definition är 
{\displaystyle \xi (s)={\frac {1}{2}}s(s-1)\ \pi ^{-s/2}\ \Gamma \left({\frac {s}{2}}\right)\ \zeta (s)}
och dess funktionalekvation är
{\displaystyle \!\ \xi (s)=\xi (1-s).}

## Serierepresentationer

### Laurentserie
Riemanns zeta-funktion är meromorfisk med en  simpel pol för s = 1. Därför kan den utvecklas i en Laurentserie runt s = 1:
{\displaystyle \zeta (s)={\frac {1}{s-1}}+\sum _{n=0}^{\infty }{\frac {(-1)^{n}}{n!}}\gamma _{n}\;(s-1)^{n}.}
Konstanterna γn kallas Stieltjeskonstanterna och kan definieras som
{\displaystyle \gamma _{n}=\lim _{m\rightarrow \infty }{\left[\left(\sum _{k=1}^{m}{\frac {(\log k)^{n}}{k}}\right)-{\frac {(\log m)^{n+1}}{n+1}}\right]}.}
Konstanttermen γ0 är Eulers konstant.

### Globalt konvergerande serier
En globalt konvergerande serie för zetafunktionen valid för alla komplexa tal s utom s = 1 + 2πin/log(2) för något heltal n förmodades av Konrad Knopp och bevisades av Helmut Hasse 1930:
{\displaystyle \zeta (s)={\frac {1}{1-2^{1-s}}}\sum _{n=0}^{\infty }{\frac {1}{2^{n+1}}}\sum _{k=0}^{n}(-1)^{k}{n \choose k}(k+1)^{-s}.\!}
Hasse bevisade även serien 
{\displaystyle \zeta (s)={\frac {1}{s-1}}\sum _{n=0}^{\infty }{\frac {1}{n+1}}\sum _{k=0}^{n}{n \choose k}{\frac {(-1)^{k}}{(k+1)^{s-1}}}.}

### Övriga serier
En serie med Pochhammersymbolen är
{\displaystyle \zeta (s)={\frac {s}{s-1}}-\sum _{n=1}^{\infty }\left(\zeta (s+n)-1\right){\frac {s(s+1)\cdots (s+n-1)}{(n+1)!}}.\!}

## Integralrepresentationer
För alla {\displaystyle \scriptstyle s\in \mathbb {C} \setminus \{1\}} gäller
{\displaystyle \zeta (s)={\frac {2^{s-1}}{s-1}}-2^{s}\int \limits _{0}^{\infty }{\frac {\sin(s\arctan t)}{(1+t^{2})^{\frac {s}{2}}\ (\mathrm {e} ^{\pi \,t}+1)}}\,\mathrm {d} t}
och
{\displaystyle \zeta (s)={\frac {1}{s-1}}+{\frac {1}{2}}+2\int \limits _{0}^{\infty }{\frac {\sin(s\arctan t)}{(1+t^{2})^{\frac {s}{2}}\ (\mathrm {e} ^{2\,\pi \,t}-1)}}\,\mathrm {d} t.}
För {\displaystyle \scriptstyle \mathrm {Re} \,s>1} gäller
{\displaystyle \zeta (s)={\frac {1}{s-1}}\,+\,{\frac {1}{2}}\,+\,\sum \limits _{\nu =2}^{q}{\frac {\mathrm {B} _{\nu }}{\nu !}}\,\prod \limits _{k=0}^{\nu -2}(s+k)\,-\,{\frac {1}{q!}}\,\prod \limits _{k=0}^{q-1}(s+k)\,\int \limits _{1}^{\infty }\mathrm {B} _{q}(x-[x])\,x^{-(s+q)}\,\mathrm {d} x.}
En annan integral för {\displaystyle 0<Re(s)<1\!} är
{\displaystyle \int _{0}^{\infty }x^{s-1}{\frac {\gamma x+\log \Gamma (1+x)}{x^{2}}}\,dx={\frac {\pi }{\sin(\pi s)}}{\frac {\zeta (2-s)}{2-s}}\!}.
Några specialfall för {\displaystyle s={\frac {1}{2}}\!} och {\displaystyle s={\frac {3}{4}}\!} är
{\displaystyle \int _{0}^{\infty }{\frac {\gamma x+\log \Gamma (1+x)}{x^{5/2}}}\,dx={\frac {2\pi }{3}}\zeta \left({\frac {3}{2}}\right)}
{\displaystyle \int _{0}^{\infty }{\frac {\gamma x+\log \Gamma (1+x)}{x^{5/4}}}\,dx={\sqrt {2}}{\frac {4\pi }{5}}\zeta \left({\frac {5}{4}}\right)}.
En integral för zetafunktionens derivata är
{\displaystyle {\zeta '(s)=2^{s-1}\left({\frac {\log 2}{s-1}}-{\frac {1}{(s-1)^{2}}}+\int \limits _{0}^{\infty }{\frac {2\arctan t\cdot \cos(s\arctan t)+\log {\frac {4}{1+t^{2}}}\cdot \sin(s\arctan t)}{(1+t^{2})^{\frac {s}{2}}\cdot (e^{\pi t}+1)}}\mathrm {d} t\right)}}
som gäller för alla komplexa tal utom 1.
För alla {\displaystyle \scriptstyle n\in \mathbb {N} \setminus \{1\}} kan zetafunktionen skrivas som multipelintegralen
{\displaystyle \zeta (n)=\underbrace {\int \limits _{0}^{1}\dotsi \int \limits _{0}^{1}} _{n\mathrm {integraler} }{\frac {1}{1-x_{1}\dotsm x_{n}}}\,\mathrm {d} x_{1}\,\dotso \,\mathrm {d} x_{n}.}

## Egenskaper
Även om {\displaystyle \zeta (1)=\infty \!} är
{\displaystyle \lim _{s\to 1}(s-1)\zeta (s)=1,}
det vill säga zetafunktionen har en  simpel pol vid s = 1 med residy 1.

## Speciella värden

### Jämna positiva heltal
{\displaystyle \zeta (2)={\frac {\pi ^{2}}{6}}=1.6449\dots \!}
{\displaystyle \zeta (4)={\frac {\pi ^{4}}{90}}=1.0823\dots \!}
{\displaystyle \zeta (6)={\frac {\pi ^{6}}{945}}=1.0173...\dots \!}
{\displaystyle \zeta (8)={\frac {\pi ^{8}}{9450}}=1.00407...\dots \!}
{\displaystyle \zeta (10)={\frac {\pi ^{10}}{93555}}=1.000994...\dots \!}
{\displaystyle \zeta (12)={\frac {691\pi ^{12}}{638512875}}=1.000246\dots \!}
{\displaystyle \zeta (14)={\frac {2\pi ^{14}}{18243225}}=1.0000612\dots \!}
och i allmänhet
{\displaystyle \zeta (2n)=(-1)^{n+1}{\frac {B_{2n}(2\pi )^{2n}}{2(2n)!}}\!}
för n ∈ N.

### Udda positiva heltal
{\displaystyle \zeta (1)=\infty \!}
{\displaystyle \zeta (3)=1.20205\dots \!}
{\displaystyle \zeta (5)=1.03692\dots \!}
{\displaystyle \zeta (7)=1.00834\dots \!}
{\displaystyle \zeta (9)=1.002008\dots \!}
Man känner inte till någon sluten form för zetafunktionens udda värden, men flera snabbt konvergerande serier har bevisats:
{\displaystyle \zeta (3)={\frac {5}{2}}\sum _{k=1}^{\infty }{\frac {(-1)^{k-1}}{k^{3}{2k \choose k}}}}
{\displaystyle \zeta (3)={\frac {7\pi ^{3}}{180}}-2\sum _{n=1}^{\infty }{\frac {1}{n^{3}(e^{2\pi n}-1)}}}
{\displaystyle {\begin{aligned}\zeta (5)&={\frac {1}{294}}\pi ^{5}-{\frac {72}{35}}\sum _{n=1}^{\infty }{\frac {1}{n^{5}(e^{2\pi n}-1)}}-{\frac {2}{35}}\sum _{n=1}^{\infty }{\frac {1}{n^{5}(e^{2\pi n}+1)}}\\\zeta (5)&=12\sum _{n=1}^{\infty }{\frac {1}{n^{5}\sinh(\pi n)}}-{\frac {39}{20}}\sum _{n=1}^{\infty }{\frac {1}{n^{5}(e^{2\pi n}-1)}}-{\frac {1}{20}}\sum _{n=1}^{\infty }{\frac {1}{n^{5}(e^{2\pi n}+1)}}\end{aligned}}}
{\displaystyle \zeta (7)={\frac {19}{56700}}\pi ^{7}-2\sum _{n=1}^{\infty }{\frac {1}{n^{7}(e^{2\pi n}-1)}}\!.}
{\displaystyle \zeta (4m-1)=-{\frac {1}{2}}(2\pi )^{4m-1}\sum _{j=0}^{2m}(-1)^{j}{\frac {\mathrm {B} _{2j}}{(2j)!}}{\frac {\mathrm {B} _{4m-2j}}{(4m-2j)!}}-2\sum _{n=1}^{\infty }{\frac {1}{n^{4m-1}(e^{2\pi n}-1)}},}

### Negativa heltal
{\displaystyle \zeta (-n)=-{\frac {B_{n+1}}{n+1}}.}
{\displaystyle \zeta (-2n)=0.\,}
{\displaystyle \zeta (-1)=-{\frac {1}{12}}}
{\displaystyle \zeta (-3)={\frac {1}{120}}}
{\displaystyle \zeta (-5)=-{\frac {1}{252}}}
{\displaystyle \zeta (-7)={\frac {1}{240}}}

### Derivata
Zetafunktionens derivata för negativa jämna heltal ges av
{\displaystyle \zeta ^{\prime }(-2n)=(-1)^{n}{\frac {(2n)!}{2(2\pi )^{2n}}}\zeta (2n+1).}
De första värdena blir
{\displaystyle \zeta ^{\prime }(-2)=-{\frac {\zeta (3)}{4\pi ^{2}}}}
{\displaystyle \zeta ^{\prime }(-4)={\frac {3}{4\pi ^{4}}}\zeta (5)}
{\displaystyle \zeta ^{\prime }(-6)=-{\frac {45}{8\pi ^{6}}}\zeta (7)}
{\displaystyle \zeta ^{\prime }(-8)={\frac {315}{4\pi ^{8}}}\zeta (9).}
Andra värden är
{\displaystyle \zeta ^{\prime }(0)=-{\frac {1}{2}}\ln(2\pi )\approx -0.918938533\ldots }  A075700
och
{\displaystyle \zeta ^{\prime }(-1)={\frac {1}{12}}-\ln A\approx -0.1654211437\ldots }  A084448
där A är Glaisher–Kinkelins konstant.

## Relation till andra funktioner
Zetafunktionen kan formellt ges som Mellintransformationen
{\displaystyle 2\pi ^{-s/2}\Gamma (s/2)\zeta (s)=\int _{0}^{\infty }\theta (it)t^{s/2-1}\,dt}
med hjälp av Jacobis thetafunktion
{\displaystyle \theta (\tau )=\sum _{n=-\infty }^{\infty }\exp(\pi in^{2}\tau ).}
Integralen konvergerar dock inte för något värde på s, men kan modifieras till följande uttryck för zetafunktionen:
{\displaystyle {\begin{aligned}&{}\quad \pi ^{-s/2}\Gamma (s/2)\zeta (s)\\[6pt]&={\frac {1}{s-1}}-{\frac {1}{s}}+{\frac {1}{2}}\int _{0}^{1}\left(\theta (it)-t^{-1/2}\right)t^{s/2-1}\,dt+{\frac {1}{2}}\int _{1}^{\infty }(\theta (it)-1)t^{s/2-1}\,dt.\end{aligned}}}

## Användning
Kopplingen mellan zetafunktionen och primtalen gör att zetafunktionen fortfarande är av intresse för matematiker. Riemannhypotesen som handlar om nollställen av zeta i sin tur som skulle kunna bestämma utbredning av alla primtal, en bättre approximation av de olika aritmetiska funktioner som t.ex. primtalfunktionen π(x).
Man kan hitta ett användningsområde av denna funktion även i statistik som ”Zipfs lag” och i matematiska teorier för stämning av musik. Inom fysik utnyttjas den i kaos i klassiska och kvantmekaniska system.

## Formler som innehåller zetafunktionen
{\displaystyle \sum _{k=2}^{\infty }\zeta (k)x^{k-1}=-\psi _{0}(1-x)-\gamma }
där ψ0 är digammafunktionen.
{\displaystyle \sum _{n=2}^{\infty }(\zeta (n)-1)=1}
{\displaystyle \sum _{n=1}^{\infty }(\zeta (2n)-1)={\frac {3}{4}}}
{\displaystyle \sum _{n=1}^{\infty }(\zeta (2n+1)-1)={\frac {1}{4}}}
{\displaystyle \sum _{n=2}^{\infty }(-1)^{n}(\zeta (n)-1)={\frac {1}{2}}}
{\displaystyle \sum _{n=1}^{\infty }{\frac {\zeta (2n)-1}{2^{2n}}}={\frac {1}{6}}}
{\displaystyle \sum _{n=1}^{\infty }{\frac {\zeta (2n)-1}{4^{2n}}}={\frac {13}{30}}-{\frac {\pi }{8}}}
{\displaystyle \sum _{n=1}^{\infty }{\frac {\zeta (2n)-1}{8^{2n}}}={\frac {61}{126}}-{\frac {\pi }{16}}({\sqrt {2}}+1)}
{\displaystyle \sum _{n=1}^{\infty }(\zeta (4n)-1)={\frac {7}{8}}-{\frac {\pi }{4}}\left({\frac {e^{2\pi }+1}{e^{2\pi }-1}}\right)}
{\displaystyle \log 2=\sum _{n=1}^{\infty }{\frac {\zeta (2n)-1}{n}}}
{\displaystyle \log \pi =\sum _{n=2}^{\infty }{\frac {(2({\tfrac {3}{2}})^{n}-3)(\zeta (n)-1)}{n}}.}
Serier relaterade till Eulers konstant är
{\displaystyle \sum _{n=2}^{\infty }(-1)^{n}{\frac {\zeta (n)}{n}}=\gamma }
{\displaystyle \sum _{n=2}^{\infty }{\frac {\zeta (n)-1}{n}}=1-\gamma }
{\displaystyle \sum _{n=2}^{\infty }(-1)^{n}{\frac {\zeta (n)-1}{n}}=\ln 2+\gamma -1}
{\displaystyle \sum _{n=2}^{\infty }(-1)^{n}{\frac {\zeta (n)}{n2^{n-1}}}=\gamma -\log {\frac {4}{\pi }}}
{\displaystyle \sum _{n=1}^{\infty }{\frac {\zeta (2n+1)-1}{(2n+1)\ 2^{2n}}}=1+\log {\frac {2}{3}}-\gamma .}
En serie för Catalans konstant är
{\displaystyle {\frac {1}{16}}\sum _{n=1}^{\infty }(n+1)\ {\frac {3^{n}-1}{4^{n}}}\ \zeta (n+2)=G.}
{\displaystyle \sum _{n=1}^{\infty }(-1)^{n}t^{2n}\left[\zeta (2n)-1\right]={\frac {t^{2}}{1+t^{2}}}+{\frac {1-\pi t}{2}}-{\frac {\pi t}{e^{2\pi t}-1}}}
{\displaystyle \sum _{k=0}^{\infty }{\frac {\zeta (k+n+2)-1}{2^{k}}}{{n+k+1} \choose {n+1}}=\left(2^{n+2}-1\right)\zeta (n+2)-1}
{\displaystyle \sum _{k=0}^{\infty }{k+\nu +1 \choose k}\left[\zeta (k+\nu +2)-1\right]=\zeta (\nu +2)}
{\displaystyle \sum _{k=0}^{\infty }{k+\nu +1 \choose k+1}\left[\zeta (k+\nu +2)-1\right]=1}
{\displaystyle \sum _{k=0}^{\infty }(-1)^{k}{k+\nu +1 \choose k+1}\left[\zeta (k+\nu +2)-1\right]=2^{-(\nu +1)}}
{\displaystyle \sum _{k=0}^{\infty }(-1)^{k}{k+\nu +1 \choose k+2}\left[\zeta (k+\nu +2)-1\right]=\nu \left[\zeta (\nu +1)-1\right]-2^{-\nu }}
{\displaystyle \sum _{k=0}^{\infty }(-1)^{k}{k+\nu +1 \choose k}\left[\zeta (k+\nu +2)-1\right]=\zeta (\nu +2)-1-2^{-(\nu +2)}}
Några serier av Adamchik och Srivastava:
{\displaystyle \sum _{n=1}^{\infty }{\frac {t^{2n}}{n}}\zeta (2n)=\log \left({\frac {\pi t}{\sin(\pi t)}}\right)}
{\displaystyle \sum _{n=2}^{\infty }n^{m}\left[\zeta (n)-1\right]=1\,+\sum _{k=1}^{m}k!\;S(m+1,k+1)\zeta (k+1)}
och
{\displaystyle \sum _{n=2}^{\infty }(-1)^{n}n^{m}\left[\zeta (n)-1\right]=-1\,+\,{\frac {1-2^{m+1}}{m+1}}B_{m+1}\,-\sum _{k=1}^{m}(-1)^{k}k!\;S(m+1,k+1)\zeta (k+1)}
där {\displaystyle B_{k}} är Bernoullitalen och {\displaystyle S(m,k)} är Stirlingtalen av andra ordningen.

## Övrigt
Man kan uttrycka det inverterade värdet av zeta-funktionen med hjälp av Möbiusfunktionen μ(n) på följande sätt:
{\displaystyle {\frac {1}{\zeta (s)}}=\sum _{n=1}^{\infty }{\frac {\mu (n)}{n^{s}}}}
för varje komplext tal s med realdel > 1.